# Aleksite
L'aleksite è un minerale.